# Ben 10 (televíziós sorozat, 2005)
A Ben 10 amerikai televíziós rajzfilmsorozat, amelyet a Man of Action (a csoport tagjai: Duncan Rouleau, Joe Casey, Joe Kelly, és Steven T. Seagle) készített a Cartoon Network Studios rendezésében. A sorozatot Amerikában és Magyarországon egyaránt a rajzfilmekre szakosodott Cartoon Network televízióadó sugározta.
A sorozatot a Cartoon Network YouTube csatornáján, az új 2016-os Ben 10 reboot hatására Klasszikus Ben 10-re (Classic Ben 10) nevezték át, 2017. március 30-a óta pedig minden pénteken két epizódot tesznek közzé. Az epizódok ezen verzióinak főcímében már a Classic Ben 10 cím jelenik meg.

## Bevezető
A történet központjában a tízéves Ben Tennyson áll, aki nyári vakációja közben ráakad az omnitrixre. Ennek segítségével különböző idegenekké tud átváltozni és így válik belőle egy „igazi hős”.

## Ellenségek
- Vilgax – Ben főellensége. Ha megszerezné az órát, űrlény seregével leigázná a világot. Ám ehhez még Bennek is lesz néhány szava.
- Kevin 11 – Egy energiavámpír. Kevin kezdetben szövetkezett Bennel, amikor összeveszett a nagypapájával. Miután Ben rájött, hogy Kevin túllőtt a célon: megállította. Ám Kevin DNS-e összeolvadt az Omnitrixével, és így minden idegen erejét egyszerre birtokolja.5 évvel később megváltozott és csatlakozott Ben-ékhez.
- Six-Six – A három fejvadász egy másik tagja. Talpig fel van fegyverkezve csúcstechnikás fegyverekkel. Későbbi visszatérésénél meg akarja szerezni az X elemet, hogy egy veszélyes vegyületet hozzon létre, és azzal semmisítse meg a Naprendszert.
- Kraab – A harmadik fejvadász. Ez a rákra emlékeztető robot ollójából lézert lövell, és lábai segítségével képes belefúrni magát a földbe. Az Üldözött c. rész végén Ragacska jóvoltából meghal. De egy későbbi részben visszatér.
- Dr. Animo – Az őrült tudós, aki az állatokat mutánsokká akarja változtatni. Majd miután megszerzi az Omnitrix fedelét, egy műhold segítségével az egész világra szét akarja szórni mutáns sugarát, hogy az összes ember mutánssá váljon, ám Ben természetesen megállítja.
- Hex – Egy mágus aki varázsbotjából és varázsamulettjeiből nyeri a hatalmát. Meg akarta szerezni az Archamada varázslatok könyvét, ám Gwen, az egyik talizmán segítségével legyőzte és elpusztította a talizmánokat. Később még felbukkan.
- Charmcaster (Bűbájontó / Bűbájszóró) – Hex unokahúga, aki később kiszabadítja őt a börtönből. Az összes varázslatos tárgyát a kis táskájában tartja. Anélkül nem ér semmit.
- Enoch – Az örök lovagok vezetője. Mániás idegentechnika gyűjtő. Először akkor tűnik fel, mikor Howwel elviszi neki Ragacskát. Miután Ragacska és a Tennysonok elpusztítják a kastélyát, az Omnitrix és a Tennysonok után érdeklődik.
- Vulcanus – Szövetkezett Six-Sixel hogy megszerezzék az X elemet. Csupa izom, nulla agy.
- Jonah Melville – Jonah ritka, értékes tárgyakat gyűjt, egyszer Krakken tojásait is ellopta.
- Cirkuszi gnómok – Fura kinézetű tolvajok, Zombózónak dolgoznak. A csapatuk tagjai: Savlehelet, Hüvelykkoponya és Rémhaj.
- Örök Király – Az Örök Király az Örök Lovagok és a negatív-10 vezetője. Az igazi neve Driscol.
- Rojo / Joey – Amikor Rojo egyszer Bennel harcolt, hirtelen két drón támadt Benre az égből. Ben legyőzte a drónokat. Joey megfogta a drónokat és hirtelen átalakult egy lénnyé. És mivel a drónok Vilgaxéi, ezért már ő parancsolt neki egészen addig, amíg Meti le nem győzte.
- Szellem – Egyike Ben tíz alapidegeneinek. Valódi neve Zs Skayer. Amikor kiszabadult az Omnitrixből, Ben ellen fordult.
- Negatív 10 – Ben10 legerősebb ellenfeleiből áll.
- Bogarak ura – A bogarak a bogarak urát szolgálják, aki egyébként nem gonosz, csak igyekszik megvédeni az otthonát, amit le akarnak rombolni.
- Farkasember – Ő egy idegen aki egy farkasemberre hasonlít és a szellem egyik csatlósa.
- Múmia – Ő egy idegen aki egy múmiára hasonlít és a szellem másik csatlósa.
- Dr. Victor – A NASA-nak dolgozott. Átalakult formája egy mutáns lény. Később föltámasztotta mesterét a Szellemet. Majd kilő egy rakétát az űrbe, hogy a Múmia kövével sötétséget hozzon a zombi emberi seregre, ami tökéletes hely lenne a Szellem számára.

## Az Omnitrix
Az Omnitrix egy páratlan szerkezet, lehetővé teszi viselője számára, hogy különböző idegen alakokat öltsön. Ez úgy lehetséges, hogy az Omnitrix idegen DNS-t használ. Kezdetben csak tíz űrlény alakja elérhető, de véletlenszerű átalakulásokkal feloldható a többi is. Az omnitrix képes kívülről is begyűjteni új DNS mintákat, ha valamilyen lény hozzáér. 1000903 alakká tud átalakulni.
Ha használója gyakorlatlan, csak pár percig maradhat űrlény alakban, mert utána az óra lemerül. Az omnitrix elég szeszélyes, néha teljesen mássá alakít, mint amit eredetileg szerettünk volna. Létezik azonban egy irányítókód, melynek segítségével csak elég rágondolni az adott idegenre és máris átváltozunk. Így hatékonyabb a harc, gyors alkalmazkodást tesz lehetővé. Sőt, akár örökre egy idegen testben maradhatunk.

## Idegenek

### Első 10 alapidegen
- Vadorzó

Angol név: Wildmutt (Vadkorcs)
Leírás: az egyetlen idegen, amely nem tud beszélni. Állandóan nyáladzik. Remek atletikus képességekkel rendelkezik. Hátán lévő tüskéit képes kilőni, és szükség esetén tüskés golyóvá gömbölyödik. Szeme nincs, viszont infravörös hőérzékelőként látja az élőlényeket. Szaglása és hallása kitűnő.
Gyengeség: a gyors mozgást nem érzékeli.
Faj: Vulpinmancer
Származás: Vulpin bolygó
hosszúsága: 2 méter
- Csupakéz (Csupakar)

Angol név: Fourarms (Négykéz)
Leírás: Ben legtöbbször őt választja, hiszen ha valakit fenékbe kell billenteni, vagy össze kell törnie valamit, a szupererős, és szinte elpusztíthatatlan Csupakéz a legjobb választás. Rendkívül vastag bőre még a lézert is kibírja. Négy keze van, és izmos lábai segítségével hatalmasat ugrik.
Gyengeség: nincs.
Faj: Tetramand
Származás: Khoros bolygó
Magasság: 3,9 méter
- Ragacska

Angol név: Grey Matter (Szürkeállomány)
Leírás: az alig 15 centis idegen hihetetlenül okos. Legnagyobb előnye hogy a gépekbe belebújva tudja irányítani, megjavítani, vagy tönkretenni azt. Hihetetlen hajlékonysága miatt képes kitérni a veszély elől, és remekül mászkál.
Gyengeség: kis mérete miatt bármilyen bajba keveredhet
Faj: Galvan
Származás: Galvan Prime bolygó
Magasság: körülbelül 15 centiméter
- Villámmanó

Angol név: XLR8 (Kiejtése: ekszeláréjt, vagyis accelerate, vagyis Gyorsít)
Leírás: ez a bámulatos lény képes akár 565 km/h-s sebességgel is gurulni a lábán lévő görgők segítségével. Legyen szó akár vízről, mocsárról, falról. Villámmanónak ez meg se kottyan. Bár nem a legerősebb, rengeteg kis ütésre képes egy másodperc alatt. És a harc neki lassított felvétel. Harc közben egy védőüveget húz arca elé.
kezein ujjak helyett három penge van.
Gyengeség: a mágneses mező árt az idegrendszerének.
Faj: Kineceleran
Származás: Kinet bolygó
Magasság: 1,9 méter
- Meti

Angol név: Upgrade (Felfejleszteni)
Leírás: biomechanikus lény. Képes egybeolvadni bármilyen géppel és manipulálhatja, vagy tönkreteheti, irányíthatja, de akár egy sokkal magasabb szintre is emelheti. Ha csak kisebb robotról van szó akkor azt képes a kezével is betakarni. Az egész testét tetszés szerint formálhatja, ezen kívül
lézert lő a szeméből.
Gyengeség: folyékony testének minden maró anyag árt, és ellenségei szét is szakíthatják.
Faj: Galvanic Mechomorps
Származás: Galvan B bolygó
- Gyémántfej

Angol név: Diamondhead
Leírás: az egész teste sebezhetetlen. Nem hiába hívják Gyémántfejnek, a teste még a gyémántnál is keményebb. Nem árthat neki semmi, és képes magát mindenen áttörni, azon kívül gyémántot lövell a kezéből és pajzsként gyémántoszlopot állít maga elé, kezét pedig olyan hegyes gyémántkardokká
változtatja ami bármit szétvág.
Gyengeség: a hanghullám.
Faj: Petrosapien
Származás: Petropia bolygó
Magasság: 2,5 méter
- Penge

Angol név: Ripjaws (Éles állkapocs)
Leírás: ez a lény a vízben érzi igazán otthon magát. Lábait képes hatalmas farokuszonnyá változtatni, így hihetetlenül sebesen úszik. Állkapcsa és karmai bármit szétmorzsolnak.
Gyengesége: vízben semmi, ám a szárazon hamar kiszárad.
Faj: Piscciss
Származás: Piscciss Volanns
Magasság: 2,8 méter
- Reppencs

Angol név: Stinkfly (Büdöslégy)
Leírás: rovarszerű idegen, nagyon jól repül, és akrobatikus mutatványokra képes a levegőben. Fegyverei: hegyes fullánkja, a szájából (amit akár indaként is tud használni) , és a 4 szeméből kilőhető nyálka. Förtelmes bűzt áraszt testéből.
Gyengeség: ha vízbe kerül vizes lesz a szárnya, és úgy nem képes repülni, és úszni sem tud.
Faj: Lepidopteran
Származása: Lepidopterra bolygó
hosszúsága: 2,6 méter
- Szellem

Angol név: Ghostfreak (Szellem furcsaság)
Leírás: földönkívüli szellem. Képes láthatatlanná válni, és így áthatolni a falakon. Valódi arcát a bőrréteg leválása után lehet látni. Amikor elvitték a Szellem DNS-ét, hogy berakják az Omnitrixbe, akkor őt is belezárták, de sikerült kitörnie. Ben végül legyőzte őt. Egy szemét a testén
lévő vonalakon mozgatja. Képes belebújni egy testbe és irányítani azt.
Gyengeség: Napfény.
Faj: Ectonurite
Származás: Anur Phaetos
Magasság: 2,5 méter
- Lánglovag

Angol név: Heatblast (Hőrobbanás)
Leírás: kezéből tüzet lövell ki, szájából lángcsóvák csapnak ki. Ben legelőször Lánglovaggal ismerkedett meg. Akkor felgyújtotta az erdőt, ma már mesterien kezeli erejét. Repülni is tud a maga alá lőtt tűzvonalon.
Gyengeség: a víz.
Faj: Pyronit
Származás: Pyros csillag
Magasság: 2,2 méter

### Megszerzett idegenek
- Ágyúgolyó (Gömbfejű)

Angol név: Cannonbolt (Ágyúvillám)
Leírás: ez a talpig felpáncélozott lény harc közben összegömbölyödik és pörögni kezd, majd ha felgyorsult, olyan hatalmasat üt, ami még a legnagyobb ellenfelet is ledönti a lábáról. Fajának utolsó leszármazottja.
Gyengeség: a nagy testsúlya miatt elég nehéz egyensúlyban tartani testét,az áram le gyengíti.
Faj: Arburian Pelarota/Vulpinic Tortugan
Származás: Aruburia/Vulpin
Magasság: 2 méter körül
- Venyige (Csáposzöld)

Magyar név: Venyige
Angol név: Wildvine (Vadszőlő)
Leírás: ez a növényre emlékeztető idegen képes kinyújtani mindkét karját olyan hosszúra, hogy a legmélyebb szakadékból is kihúzza magát. A fején lévő gallért összehúzza, ellenfeleit a föld alatt végighúzza, míg az fel nem adja. A hátán lévő padlizsánbombák robbannak.
Gyengeség: a tűz.
Faj: Florauna
Származás: Flors Verdance bolygó
Magasság: 3 méter
- Benfarkas

Angol név: Benwolf; Blitzwolfer, az Omniverzumban.
Leírás: mikor Ben az űrlény Yanaldooshival harcolt, az megkarmolta az óráját, így az Omnitrix beolvasta a DNS-ét, és átalakította egy űrlény vérfarkassá. Vadorzó mutatványai továbbfejlesztve, és hanghullámokat tud kilőni a négyfelé nyitott szájából. Fogai, karmai élesek, hosszú kezei vannak, és hatalmasat ugrik.
Gyengeség:színvak,jég
Faj: Loboan
Származás: Luna Lobo bolygó
Magasság: 2 méter 20 centiméter
- Benmúmia

Angol név: Benmummy; Snare-oh, az Omniverzumban.
Leírás: Ez a lény a kezeit lövi ki, és képes az ellenfelét körbetekerni. Akit megvilágít a mellkasában lévő mágikus köve, az átalakul egy zöld színű vérszomjas zombie űrlénnyé.
Gyengeség: ha megfagyasztják nem tud kitörni.
Faj: Thep Khufan
Származás: Anur Khufos
Magasság: 3 méter körül
- Benviktor

Angol név: Ben Victor; Frankenstrike, az Omniverzumban.
Leírás: amikor Ben Dr. Victorral harcolt, begyűjtötte a DNS-ét. Ez a lény képes elektromosságot generálni a hátán lévő szerkezetből, amely olyan mint sok villámcsapás. Az egész teste elektromágneses, és nagy fizikai erővel rendelkezik.
Gyengeség: Ha rövidre zárják/mágnesezik
Faj: Transylian
Származás: Anur Transyl
Magasság: 2 méter 10 centiméter
- Böffencs

Angol név: Upchuck (Felöklendezni)
Leírás: mikor Ben Vilgax drónja ellen harcolt, Xylene az Omnitrix szállítója elérhetővé tett egy újabb idegent, Böffencset. Böffencs képes bármit megenni, a gyomrában átalakítani lézeres lövedékké, és azt kiböfögni.
Gyengeség:ha túlsokat eszik és nem böfögi ki elrontja gyomrát.
Faj: Gourmand
Származás: Peptos XI
Magasság: 1 méter
- Dettó

Angol név: Ditto (Egy név)
Leírás: ez az idegen a 4. évadban jelenik meg. Mikor Benék a tengerparton voltak, akkor szerezte. Ez az idegen képes sokszorozódni.
Gyengeség: kicsi a fizikai ereje, és amit az egyik Dettó érez azt ugyanúgy a többi is.
Faj: Ismeretlen
Származás: Ismeretlen
Magasság: 1 méter 20-40 centiméter
- Gülüszem

Angol név: Eye Guy
Leírás: Ennek a denevérszerű lénynek az egész testét különböző méretű zöld szemek borítják. Ez az ereje is, mert minden szeméből zöld sugarakat képes lőni. Arca nincs csak két hatalmas füle, ami a denevér feléből származik. Képes az összes szeme erejét egy, a hasán lévő legnagyobb szemébe összpontosítani, (akkor eltűnik a többi szeme) és így még erősebb energiasugarat kilőni. Remek akrobatikus képességei vannak.
Gyengeség: a tükör visszaveri az energia sugarát. Valamint a szem ugyebár nagyon érzékeny.
Faj: Batchen Decor
Származás: Bat Shadow
Magassága: 3 méter körül
- Óriás

Angol név: Way big (Jó nagy)
Magyar név: Gömböc, az Ultimate Alien Force-ban.
Leírás: Ennek az idegennek az ereje a magassága. Ezzel a mérettel legyőzhetetlen. Robotok, űrhajók támadnak, ez neki meg sem árt. Az Omnitrix titka filmben Vilgaxot is úgy elhajította mint egy baseball labdát.
Gyengeség: Vilgax karmolása
Faj: Ismeretlen
Származás: Ismeretlen
Magasság: 100 méter

### Jövőbeli idegenek
- Dongó

Angol név: Buzzshock
Leírás: képes a kezéből, a szeméből és a feje tetejéből is egyszerre áramot kilőni. Ezen kívül manipulálja az elektromos tárgyakat.
Gyengeség: az üveg megakadályozza az elektromos erejét.
- Köpködő (Köpőcső)

Angol név: Spitter
Leírás: Reppencshez hasonlóan nyálkát lövell ki a szájából, csak épp sokkal nagyobb adagot.
Gyengeség:áram és víz keverés,ha mindkettő egyszerre éri.
- Articguana

Angol név: Articguana
Leírás: ez a lény bármit meg tud fagyasztani a szájából kilőtt jégleheletével.
Gyengeség:tűz.

## Idegenek feltűnése

### 1. évad
- 1  Lánglovag, Vadorzó, Gyémántfej, Villámmanó
- 2  Lánglovag, Ragacska, Csupakéz, Reppencs
- 3  Csupakéz, Villámmanó, Reppencs, Penge
- 4  Meti, Szellem, Vadorzó, Lánglovag
- 5  Gyémántfej, Szellem, Gyémántfej, Ragacska
- 6  Reppencs, Csupakéz, Meti, Lánglovag
- 7  Szellem, Villámmanó, Reppencs, Lánglovag, Csupakéz
- 8  Csupakéz, Lánglovag, Villámmanó, Meti
- 9  Penge, Vadorzó, Meti, Szellem
- 10 Villámmanó, Vadorzó, Csupakéz
- 11 Ragacska
- 12 Meti, Vadorzó, Csupakéz, Lánglovag
- 13 Gyémántfej, Meti, Reppencs, Csupakéz, Penge, Villámmanó, Gyémántfej, Szellem, Vadorzó, Lánglovag

### 2. évad
- 1  Penge, Vadorzó, Villámmanó, Ragacska
- 2  Ágyúgolyó, Reppencs, Csupakéz, Lánglovag, Vadorzó, Villámmanó, Gyémántfej, Szellem, Meti, Penge, Ágyúgolyó
- 3  Csupakéz, Lánglovag, Gyémántfej, Reppencs, Meti, Vadorzó, Gyémántfej, Csupakéz, Reppencs
- 4  lány Lánglovag, lány Ragacska, lány Gyémántfej, lány Csupakéz, Meti
- 5  Gyémántfej, Csupakéz, Ragacska, Meti, Ágyúgolyó
- 6  Csupakéz, Villámmanó, Ágyúgolyó
- 7  Ágyúgolyó, Vadorzó, Villámmanó, Venyige, Reppencs
- 8  Ragacska, Reppencs, Csupakéz
- 9  Csupakéz, Reppencs, Vadorzó, Venyige
- 10 Ragacska, Penge, Reppencs, Meti
- 11 Csupakar-Rappencs, Ragacska-Gyémmántfej, Lánglovag-Penge,
- 12 Vadorzó, Szellem, Csupakar, Ragacska
- 13 Meti, Ragacska, Gyémántfej, Villámmanó, Lánglovag, Venyige, Vadorzó, Penge, Reppencs, Lánglovag, Gyémántfej, Csupakéz, Villámmanó, Ágyúgolyó, Gyémántfej, Vadorzó, Reppencs, Ragacska

## Epizódok
| Bemutató dátuma    | #   | Magyar cím                      | Angol cím                         |
| ------------------ | --- | ------------------------------- | --------------------------------- |
|                    |     |                                 |                                   |
| ELSŐ ÉVAD          |     |                                 |                                   |
|                    |     |                                 |                                   |
| 2006. 09. 05.      | 01. | És tízen lettek                 | And Then There Were 10            |
|                    |     |                                 |                                   |
| 2006. 09. 04.      | 02. | Washington B.C.                 | Washington B.C.                   |
|                    |     |                                 |                                   |
| 2006. 09. 06.      | 03. | A krakken                       | The Krakken                       |
|                    |     |                                 |                                   |
| 2006. 09. 07.      | 04. | Állandó nyugdíj                 | Permanent Retirement              |
|                    |     |                                 |                                   |
| 2006. 09. 08.      | 05. | Az üldözött                     | Hunted                            |
|                    |     |                                 |                                   |
| 2006. 09. 11.      | 06. | Turistacsapda                   | Tourist Trap                      |
|                    |     |                                 |                                   |
| 2006. 09. 12.      | 07  | Kevin 11                        | Kevin 11                          |
|                    |     |                                 |                                   |
| 2006. 09. 13.      | 08. | A szövetség                     | The Alliance                      |
|                    |     |                                 |                                   |
| 2006. 09. 14.      | 09. | Az utolsó kacaj                 | Last Laugh                        |
|                    |     |                                 |                                   |
| 2006. 09. 15.      | 10. | Szerencsés lány                 | Lucky Girl                        |
|                    |     |                                 |                                   |
| 2006. 09. 18.      | 11. | Egy kis gond                    | A Small Problem                   |
|                    |     |                                 |                                   |
| 2006. 09. 19.      | 12. | Mellékhatások                   | Side Effects                      |
|                    |     |                                 |                                   |
| 2006. 09. 20.      | 13. | Titkok                          | Secrets                           |
|                    |     |                                 |                                   |
| MÁSODIK ÉVAD       |     |                                 |                                   |
|                    |     |                                 |                                   |
| 2007. 01. 08.      | 14. | Igazság                         | Truth                             |
|                    |     |                                 |                                   |
| 2007. 01. 09.      | 15. | A nagy ciha                     | The Big Tick                      |
|                    |     |                                 |                                   |
| 2007. 01. 10.      | 16. | Idegen bőrben                   | Framed                            |
|                    |     |                                 |                                   |
| 2007. 01. 11.      | 17. | Gwen 10                         | Gwen 10                           |
|                    |     |                                 |                                   |
| 2007. 01. 12.      | 18. | Ellenséges játszma              | Grudge Match                      |
|                    |     |                                 |                                   |
| 2007. 01. 15.      | 19. | Galaktikus végrehajtók          | The Galactic Enforcers            |
|                    |     |                                 |                                   |
| 2007. 01. 16.      | 20. | Félelemtábor                    | Camp Fear                         |
|                    |     |                                 |                                   |
| 2007. 01. 17.      | 21. | A hatalmas fegyver              | Ultimate Weapon                   |
|                    |     |                                 |                                   |
| 2007. 01. 19.      | 22. | Balszerencse                    | Tough Luck                        |
|                    |     |                                 |                                   |
| 2007. 01. 18.      | 23. | Alulról figyelnek               | They Lurk Below                   |
|                    |     |                                 |                                   |
| 2007. 01. 04.      | 24. | Dr. Animo és a mutáns sugár     | Dr. Animo and the Mutant Ray      |
|                    |     |                                 |                                   |
| 2007. 01. 23.      | 25. | A szellem szabadlábon           | Ghostfreaked Out                  |
|                    |     |                                 |                                   |
| 2007. 01. 24.      | 26. | Dühös visszatérés               | Back with a Vengeance             |
|                    |     |                                 |                                   |
| HARMADIK ÉVAD      |     |                                 |                                   |
|                    |     |                                 |                                   |
| 2007. 06. 05.      | 27. | Ben 10 000                      | Ben 10,000                        |
|                    |     |                                 |                                   |
| 2007. 06. 04.      | 28. | Éjféli őrület                   | Midnight Madness                  |
|                    |     |                                 |                                   |
| 2007. 06. 06.      | 29. | Arccsere                        | A Change of Face                  |
|                    |     |                                 |                                   |
| 2007. 06. 07.      | 30. | Bolgog karácsonyt!              | Merry Christmas                   |
|                    |     |                                 |                                   |
| 2007. 06. 08.      | 31. | Kint a bárány, Ben a farkas     | Benwolf                           |
|                    |     |                                 |                                   |
| 2007. 06. 11.      | 32. | Game Over                       | Game Over                         |
|                    |     |                                 |                                   |
| 2007. 06. 13.      | 33. | A Szuper Idegen Hősök kalandjai | Super Alien Hero Buddy Adventures |
|                    |     |                                 |                                   |
| 2007. 06. 14.      | 34. | Cenzúra alatt                   | Under Wraps                       |
|                    |     |                                 |                                   |
| 2007. 06. 15.      | 35. | A robotcsapat                   | The Unnaturals                    |
|                    |     |                                 |                                   |
| 2007. 06. 12.      | 36. | Szörnyidőjárás                  | Monster Weather                   |
|                    |     |                                 |                                   |
| 2007. 06. 18.      | 37. | A visszatérés                   | The Return                        |
|                    |     |                                 |                                   |
| 2007. 06. 19.      | 38. | Félelem a sötétségtől           | Be Afraid of the Dark             |
|                    |     |                                 |                                   |
| 2007. 06. 20.      | 39. | A látogató                      | The Visitor                       |
|                    |     |                                 |                                   |
| ANIMÁCIÓS MOZIFILM |     |                                 |                                   |
|                    |     |                                 |                                   |
| 2008. 03. 21.      | F1  | Ben 10: Az Omnitrix titka       | Ben 10: Secret of Omnitrix        |
|                    |     |                                 |                                   |
| NEGYEDIK ÉVAD      |     |                                 |                                   |
|                    |     |                                 |                                   |
| 2008. 03. 29.      | 40. | Egy tökéletes nap               | Perfect Day                       |
|                    |     |                                 |                                   |
| 2008. 03. 30.      | 41. | Egységben az erő                | Divided We Stand                  |
|                    |     |                                 |                                   |
| 2008. 04. 05.      | 42. | Ne igyál a vízből!              | Don’t Drink the Water             |
|                    |     |                                 |                                   |
| 2008. 04. 06.      | 43. | Bazi nagy idegen lagzi          | Big Fat Alien Wedding             |
|                    |     |                                 |                                   |
| 2008. 05. 06.      | 44. | Ben bizonyít                    | Ben 4 Good Buddy                  |
|                    |     |                                 |                                   |
| 2008. 04. 27.      | 45. | Készen a leleplezésre           | Ready to Rumble                   |
|                    |     |                                 |                                   |
| 2008. 05. 03.      | 46. | Ken 10                          | Ken 10                            |
|                    |     |                                 |                                   |
| 2008. 05. 10.      | 47. | Ben 10 negatív 10 ellen 1. rész | Ben 10 vs. Negative 10 Part 1     |
|                    |     |                                 |                                   |
| 2008. 05. 09.      | 48. | Ben 10 negatív 10 ellen 2. rész | Ben 10 vs. Negative 10 Part 2     |
|                    |     |                                 |                                   |
| 2008. 05. 04.      | 49. | Viszlát, ezt megúsztuk!         | Goodbye and Good Riddance         |
|                    |     |                                 |                                   |
| MOZIFILM           |     |                                 |                                   |
|                    |     |                                 |                                   |
| 2008. 06. 01.      | F2  | Ben 10: Harcban az idővel       | Ben 10: Race Against Time         |
|                    |     |                                 |                                   |
| RÖVIDFILMEK        |     |                                 |                                   |
|                    |     |                                 |                                   |
| 2008. 03. 08.      | R1  | Rozogány rablók                 | Hijacked                          |
|                    |     |                                 |                                   |
| 2008. 03. 08.      | R2  | Uzsonnaszünet                   | Snack Break                       |
|                    |     |                                 |                                   |
| 2008. 03. 08.      | R3  | Túlélési stratégiák             | Survival Skills                   |
|                    |     |                                 |                                   |
| 2008. 03. 08.      | R4  | Rádiófüggőség                   | Radio Dazed                       |
|                    |     |                                 |                                   |
| 2008. 03. 08.      | R5  | Édes álom, hol találom?         | Sleepaway Camper                  |
|                    |     |                                 |                                   |
| 2008. 03. 08.      | R6  | Konok hajsza                    | Dogged Pursuit                    |
|                    |     |                                 |                                   |
| 2008. 03. 08.      | R7  | Kezdődjön a játék!              | Let the Games Begin               |
|                    |     |                                 |                                   |
| 2008. 03. 08.      | R8  | Mint a hímes tojással           | Handle with Care                  |
|                    |     |                                 |                                   |

## Szereplők

### Főszereplők
| Szereplő      | Eredeti hang | Magyar hang     |
| ------------- | ------------ | --------------- |
| Ben Tennyson  | Tara Strong  | Jelinek Márk    |
| Gwen Tennyson | Meagan Smith | Tamási Nikolett |
| Max Tennyson  | Paul Eiding  | Szersén Gyula   |

### Mellékszereplők
| Szereplő                             | Eredeti hang                                        | Magyar hang                                                                                          |
| ------------------------------------ | --------------------------------------------------- | --- |
| Vilgax                               | Steven Blum                                         | Maday Gábor (1-2. évad) György-Rózsa Sándor (3. évad) Koncz István (4. évad)                         |
| Kevin Levin                          | Michael Reisz (1. évad) Charlie Schlatter (2. évad) | Szvetlov Balázs                                                                                      |
| Dr. Animo                            | Dwight Schultz                                      | Versényi László (1-2. évad) Orosz István (3. évad) Várday Zoltán (4. évad)                           |
| Hex                                  | Khary Payton                                        | Varga Rókus (1. évad) Kőszegi Ákos (2. évad) Végh Ferenc (4. évad)                                   |
| Charmcaster (Bűbájontó / Bűbájszóró) | Kari Wahlgren                                       | Molnár Ilona (2. évad) Tamási Nikolett (3. évad) Gerhát Barbara (42. rész) Árkosi Kati (47-48. rész) |
| Enoch                                | Richard Doyle                                       | Szokolay Ottó (1-2. évad) Stern Dániel (3. évad) Beratin Gábor (4. évad)                             |
| Örök Király / Driscoll               | Richard Doyle                                       | Garamszegi Gábor (40. rész) Megyeri János (47-48. rész)                                              |
| Örök Ninja                           | Nem beszél                                          | Nem beszél                                                                                           |
| Szellem / Zs'Skayr                   | Steven Blum                                         | Seder Gábor (2. évad) Péter Richárd (3. évad)                                                        |
| Dr. Viktor                           | Michael Dorn                                        | Bolla Róbert                                                                                         |
| Yenaldooshi                          | Nem beszél                                          | Nem beszél                                                                                           |
| A Múmia                              | Nem beszél                                          | Nem beszél                                                                                           |
| Zombozo                              | John Kassir                                         | Ifj. Jászai László                                                                                   |
| Savlehelet                           | Dee Bradley Baker                                   | Péter Richárd (1-2. évad) Beratin Gábor (4. évad)                                                    |
| Rémhaj                               | Cree Summer                                         | Sági Tímea                                                                                           |
| Hüvelykkoponya                       | Jeff Doucette                                       | Varga Rókus                                                                                          |
| Clancy                               | Nicholas Guest                                      | Koncz István                                                                                         |
| Rojo                                 | Jennifer Hale                                       | Zakariás Éva (1. évad) Farkas Zita (4. évad)                                                         |
| Sublimino                            | Richard Horvitz                                     | Maday Gábor                                                                                          |
| Slix Vigma                           | Armin Shimerman                                     | Megyeri János                                                                                        |
| Technorg                             | Jack Angel                                          | Maday Gábor                                                                                          |
| Vulkanus                             | John DiMaggio                                       | Papucsek Vilmos                                                                                      |
| Hathat (Sixsix)                      | Dee Bradley Baker                                   | Eredeti hang                                                                                         |
| Kraab                                | Billy West                                          | Fehér Péter                                                                                          |
| Tetrax Shard                         | Dave Fennoy                                         | Papucsek Vilmos                                                                                      |
| Ultimos                              | Tom Kane                                            | Szokolay Ottó (2. évad) Péter Richárd (3. évad)                                                      |
| Tini                                 | Vanessa Marshall                                    | Kokas Piroska                                                                                        |
| Synaptak                             | Greg Ellis                                          | Stern Dániel                                                                                         |
| Xylene                               | Grey DeLisle                                        | Árkosi Kati                                                                                          |
| Steel hadnagy                        | Michael Gough                                       | Jakab Csaba (2. évad) Bordás János (4. évad)                                                         |
| Ben Tennyson (Ben 10.000)            | Fred Tatasciore                                     | Katona Zoltán (3. évad) Rosta Sándor (4. évad)                                                       |
| Gwendolyn Tennyson                   | Tara Strong                                         | Györfi Laura                                                                                         |
| Ken Tennyson                         | Tara Strong                                         | Glósz András                                                                                         |
| Devlin Levin                         | Charlie Schlatter                                   | Előd Botond                                                                                          |
| Kevin Levin (Kevin 11.000)           | Charlie Schlatter                                   | |
| Kai Green                            | Bettina Bush                                        | Simonyi Piroska                                                                                      |
| Wes Green                            | Miguel Nájera                                       | Áron László                                                                                          |
| Donovan GrandSmith                   | Tom Kane                                            | Szokolay Ottó                                                                                        |
| Eddie GrandSmith                     | Kath Soucie                                         | Stukovszky Tamás                                                                                     |
| Mr. Jingles                          | Richard Doyle                                       | Koroknay Géza                                                                                        |
| Elsgood                              | Kim Mai Guest                                       | Kardos Bence                                                                                         |
| Elsgood nagyapa                      | Dee Bradley Baker                                   | Garamszegi Gábor                                                                                     |
| Joan Maplewood                       | Kath Soucie                                         | |
| Todd Maplewood                       | Rob Pinkston                                        | Pipó László                                                                                          |
| Jonah Melville                       | Robin Atkin Downes                                  | Péter Richárd                                                                                        |
| Shaw kapitány                        | Jim Ward                                            | Csuha Lajos                                                                                          |
| Vera Tennyson                        | Miriam Flynn                                        | Bókai Mária                                                                                          |
| Earl polgármester                    | Dwight Schultz                                      | Vincze Gábor Péter                                                                                   |
| Howell Wayneright                    | Larry Cedar                                         | Bartucz Attila                                                                                       |
| Liang tanácsosnő                     | Rosalind Chao                                       | Téglás Judit                                                                                         |
| Phil Billings                        | Robert Patrick                                      | Szokolay Ottó                                                                                        |
| Cooper Daniels                       | Cathy Cavadini                                      | Glósz András                                                                                         |
| Cash Murray                          | Dee Bradley Baker                                   | Joó Gábor (1. és 4. évad) Pálmai Szabolcs (3. évad)                                                  |
| J.T.                                 | Adam Wylie                                          | Szvetlov Balázs (1. évad) Markovics Tamás (3. évad) Renácz Zoltán (4. évad)                          |
| Tiffany                              | Kath Soucie                                         | Czető Zsanett                                                                                        |
| Gilbert                              | Jennifer Hale                                       | Heisz Krisztián                                                                                      |
| Andy                                 | Kim Mai Guest                                       | Czető Ádám                                                                                           |
| Mandy                                | Jennifer Hale                                       | Talmács Márta                                                                                        |
| Pinky                                | Kim Mai Guest                                       | Pap Katalin                                                                                          |
| Missy                                | Jennifer Malenke                                    | Böhm Anita                                                                                           |
| Tim Dean                             | Josh Keaton                                         | Tóth Roland                                                                                          |
| Abel North (Kenguru Kommandó)        | John Cygan                                          | Kapácsy Miklós                                                                                       |
| Kane North                           | John Cygan                                          | Beratin Gábor                                                                                        |
| Finn edző                            | Fred Tatasciore                                     | Beratin Gábor                                                                                        |
| Vance Vetteroy                       | Mark Thompson                                       | Megyeri János                                                                                        |
| Dr. Shueman                          | Richard Doyle                                       | Németh Gábor                                                                                         |
| Gordon Tennyson                      | Jim Ward                                            | Uri István                                                                                           |
| Betty Jean Tennyson                  | Betty Jean Ward                                     | |
| Joel Tennyson                        | Dee Bradley Baker                                   | Kossuth Gábor                                                                                        |
| Camille Mann-Tennyson                | Grey DeLisle                                        | Sánta Annamária                                                                                      |
| Lucy Mann                            | Tara Strong                                         | Kántor Kitty                                                                                         |
| Mr. Mann                             | Steve Blum                                          | Fehér Péter                                                                                          |
| Mrs. Mann                            | Grey DeLisle                                        | Csonka Anikó                                                                                         |
| Camille volt barátja                 | Dee Bradley Baker                                   | Albert Péter                                                                                         |
| Sztráda báró                         | John DiMaggio                                       | Bolla Róbert                                                                                         |
| Turbina                              | Jennifer Hale                                       | Törtei Tünde                                                                                         |
| Tapló (Road Rage)                    | Dave Wittenberg                                     | Versényi László                                                                                      |
| Zsilip (Gaterboy)                    | Jason Spisak                                        | Presits Tamás                                                                                        |
| Tarajos (Porcupine)                  | Dee Bradley Baker                                   | Turi Bálint                                                                                          |
| Ishiyama                             | Keone Young                                         | Rudas István                                                                                         |
| Kenko                                | Clancy Brown                                        | Kajtár Róbert Presits Tamás                                                                          |
| Carl Tennyson                        | Dee Bradley Baker                                   | Haagen Imre                                                                                          |
| Sandra Tennyson                      | Tara Strong                                         | Oláh Orsolya                                                                                         |

### Omnitrix idegenek
| Idegen               | Idegen       | Eredeti hang                                      | Magyar hang                                    |
| Eredeti név          | Magyar név   | Eredeti hang                                      | Magyar hang                                    |
| Alapidegenek         | Alapidegenek | Alapidegenek                                      | Alapidegenek                                   |
| -------------------- | ------------ | ------------------------------------------------- | ---------------------------------------------- |
| Wildmutt             | Vadorzó      | Dee Bradley Baker                                 | Seder Gábor                                    |
| Four Arms            | Csupakéz     | Richard McGonagle                                 | Seder Gábor                                    |
| Grey Matter          | Ragacska     | Richard Horvitz                                   | Jelinek Márk                                   |
| XLR8                 | Villámmanó   | Jim Ward                                          | Jelinek Márk (1-3. évad) Seder Gábor (4. évad) |
| Upgrade              | Meti         | Tara Strong                                       | Jelinek Márk                                   |
| Diamondhead          | Gyémántfej   | Jim Ward                                          | Seder Gábor                                    |
| Ripjaws              | Penge        | Fred Tatasciore                                   | Seder Gábor                                    |
| Stinkfly             | Reppencs     | Dee Bradley Baker                                 | Jelinek Márk                                   |
| Ghostfreak           | Szellem      | Steve Blum                                        | Seder Gábor                                    |
| Heatblast            | Lánglovag    | Steve Blum                                        | Seder Gábor Rudas István (36. rész)            |
| Megszerzett idegenek |              |                                                   |                                                |
| Cannonbolt           | Ágyúgolyó    | Fred Tatasciore Vanessa Marshall (Gwen, 29. rész) | Seder Gábor Farkas Zita (Gwen, 29. rész)       |
| Wildvine             | Venyige      | Jim Ward                                          | Seder Gábor Garamszegi Gábor (28. rész)        |
| Benwolf              | Benfarkas    | Tara Strong                                       | Jelinek Márk                                   |
| Benmummy             | Benmúmia     | Richard Green                                     | Seder Gábor                                    |
| Benvicktor           | Benviktor    | Michael Dorn                                      | Seder Gábor                                    |
| Upchuck              | Böffencs     | Dave Wittenberg                                   | Gaál Péter (39. rész) Seder Gábor (4. évad)    |
| Ditto                | Detto        | Rob Paulsen                                       | Jelinek Márk                                   |
| Way Big              | Óriás        | Fred Tatasciore                                   | Seder Gábor                                    |
| Eye Guy              | Gülüszem     | Dee Bradley Baker                                 | Seder Gábor                                    |
| Jövőbeli idegenek    |              |                                                   |                                                |
| Buzzshock            | Dongó        | Tara Strong                                       | Eredeti hang                                   |
| Spitter              | Köpködő      | Dee Bradley Baker                                 | Eredeti hang                                   |
| Arctiguana           | Arctiguana   | Tom Kane                                          | Hegedüs Miklós                                 |
| Gwen 10 idegenek     |              |                                                   |                                                |
| Heatblast            | Lánglovag    | Grey DeLisle                                      | Kokas Piroska                                  |
| Grey Matter          | Ragacska     | Kari Wahlgren                                     | Kokas Piroska                                  |
| Diamondhead          | Gyémántfej   | Vanessa Marshall                                  | Kokas Piroska                                  |
| Four Arms            | Csupakéz     | Vanessa Marshall                                  | Kokas Piroska                                  |

## Játékok
- Protector of Earth (angolul)
- A Föld védelmezője (magyarul)

A játék PlayStation Portable, PlayStation 2, Nintendo Wii, és Nintendo DS konzolokra jelent meg 2007 októberében. Benne Ben hat idegen alakjával, név szerint; Villámmanóval, Csupakézzel, Lánglovaggal, Venyigével, Ágyúgolyóval, és Böffenccsel (csalással, és csak DS verzióhoz van a csalás) lehet a különböző ellenségeket legyőzni.
Rengeteg mobilalkalmazás is született a sorozatból.